# La Goutte de sang
Pour plus de détails, voir Fiche technique et Distribution.
La Goutte de sang (ou Du sang dans les ténèbres) est un film muet français réalisé par Jean Epstein et Maurice Mariaud, sorti en 1924.
Le film, tourné à Nice, a été commencé par Jean Epstein, et le montage terminé par Maurice Mariaud, qui venait de tourner L'Aventurier.

## Fiche technique
- Titre : La Goutte de sang
- Titre alternatif : Du sang dans les ténèbres
- Réalisation : Jean Epstein et Maurice Mariaud
- Scénario : d'après un roman de Jules Mary
- Photographie : Paul Guichard
- Société de production : Société des Cinéromans
- Société de distribution : Pathé-Consortium-Cinéma
- Pays d'origine :  France
- Langue : film muet avec les intertitres  en français
- Format : Noir et blanc — 35 mm — 1,33:1 — Muet
- Métrage : 1 800 m[2]
- Genre : Film dramatique
- Durée : 60 minutes (1 h 0)
- Dates de sortie : 
  - France : 26 septembre 1924

## Distribution
- Georges Charlia : Richard
- Michel Floresco : Renaud
- Roger Karl : Justin Chenevat
- Andrée Lionel : Mme Chenavat
- Jean-François Martial : Bernier
- Daniel Mendaille : le juge d'instruction
- Paulette Ray : Gisèle
- Émile Saint-Ober
- Arlette Symiane : Marie